# Сиваш (селище)
Сива́ш — селище в Україні, у Генічеській міській громаді Генічеського району Херсонської області, підпорядковане Чонгарській сільській раді. Населення становить 233 особи (2013), налічується 91 двір.
Селище розташоване у крайній південній точці півострова Чонгар на березі озера Сиваш. Засноване у 1874 році як селище при залізничній станції Сиваш в ході будівництва Лозово-Севастопольської залізниці.

## Географія

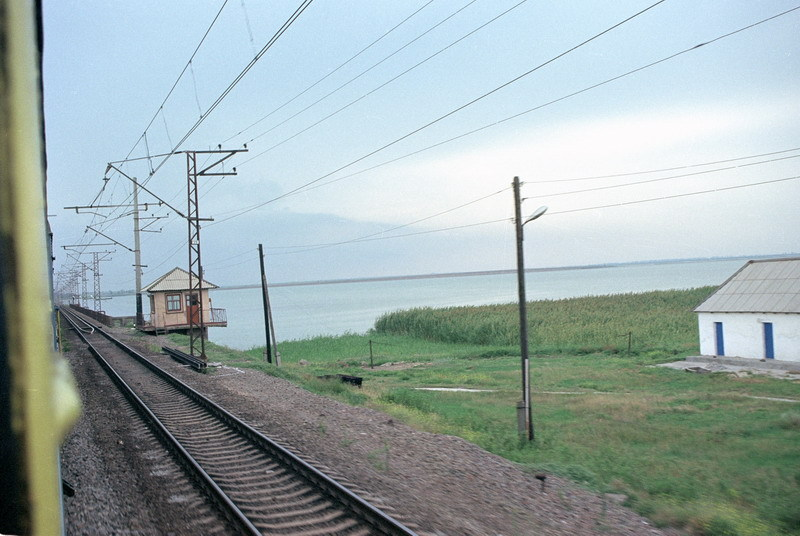
Залізничний міст через Сиваш

Село розташоване у крайній південній точці півострова Чонгар. Селище з усіх боків, крім північного, оточене водами озера Сиваш, акваторія якого входить до складу Азово-Сиваського національного парку. Відстань від села до центральної садиби села Чонгара — 15 км.
Селище сполучається частково асфальтованою дорогою завдовжки 15 км, яка пролягає через села Атамань і Чонгар, з автошляхом М18 (E105) Харків—Сімферополь, що проходить на схід від села. До села ходить лише автобус Генічеськ—Сиваш, який курсує раз на добу.
У Сиваші розташована залізнична станція Сиваш на лінії Новоолексіївка — Джанкой, на якій зупиняються електропоїзди маршруту Запоріжжя — Новоолексіївка — Сиваш, забезпечуючи, зокрема, сполучення з центром сільради — селом Чонгар (7 км). Сиваш — найпівденніша залізнична станція Херсонщини, за нею знаходиться залізничний міст через озеро Сиваш у бік Автономної Республіки Крим.
Сусідні населені пункти:
У селі 6 вулиць із житловою забудовою — Берегова, Ветеранів, Залізнична, Зелена, Василя Стуса та Молодіжна.

## Історія
Селище Сиваш виникло при станції Сиваш у 1874 році, коли було прокладено Лозово-Севастопольську залізницю.
З огляду на своє стратегічне розташування біля Сиваша неодноразово відбувалися бойові дії. У ході Кримської операції 22 квітня 1918 року армія УНР під керівництвом полковника Петра Болбочана в ході спецоперації захопила міст через Сиваш. Під час Чонгарсько-Перекопської операції 25 жовтня 1920 бронепоїзд «Іван Калита» білих військ барона Врангеля, висадивши десантний загін на кримській стороні, підірвав залізничний міст у Сиваші.
12 червня 2020 року, відповідно до Розпорядження Кабінету Міністрів України № 726-р «Про визначення адміністративних центрів та затвердження територій територіальних громад Херсонської області», увійшло до складу Генічеської міської громади.
17 липня 2020 року, в результаті адміністративно-територіальної реформи та ліквідації  колишнього Генічеського району, село увійшло до складу новоутвореного Генічеського району.
24 лютого 2022 року селище тимчасово окуповане російськими військами під час російсько-української війни.

## Населення
За даними перепису 2001 року населення села становило 257 осіб, з них 60,31% зазначили рідною мову українську, 35,41% — російську, а 4,28% — іншу.
Станом на 2013 рік населення села становило 233 особи (у 2012 році в селі проживало 232 особи). Структура жителів села за віком така:
- дітей дошкільного віку — 17;
- дітей шкільного віку — 25;
- громадян пенсійного віку — 60.

У 2012 році зафіксовано 6 народжень і 4 смерті, показник природного приросту становить +8,6.

## Економіка
На території села діють три підприємства у сфері сільського господарства:
- Науково-інноваційний комплекс «Екологія» (виробництво добрив та азотних сполук);
- Джанкойсько-Сивашський дослідно-експериментальний завод (розробка та виробництво фармацевтичних препаратів і матеріалів);
- Сільськогосподарське мале підприємство «Галобіонт» (виробництво кормів);
- Дослідно-експериментальне підприємство по виробництву каротина.

Працюють магазини торгової фірми «Джалет» та повного товариства «Орхідея».

## Соціальна сфера
У селі діє фельдшерсько-акушерський пункт. Раніше працювала школа-дитячий садок.

## Політика
Село входить до складу Чонгарської сільської ради (голова — Білецька Тетяна Олександрівна, висунута Комуністичною партією України).
До складу Чонгарської сільської ради входить 20 депутатів, серед яких двоє обрані від Сиваша (всі висунуті Партією регіонів).
У селі діють місцеві осередки таких партій: ВО «Батьківщина», Республіканська партія України та Українська народна партія.
Селище Сиваш утворює постійну виборчу дільницю № 650230, яка розташована в приміщенні школи-саду на вулиці Молодіжній, 20. Результати виборів:
- Парламентські вибори 2002: зареєстровано 213 виборців, явка 77,46%, найбільше голосів віддано за Комуністичну партію України — 61,21%, за блок «За єдину Україну!» — 9,70%, за Соціалістичну партію України — 7,27%. В одномандатному окрузі найбільше виборців не підтримали жодного кандидата — 21,82%, за Братищенка Олександра Антоновича (КПУ) — 18,79%, за Ніколаєнка Станіслава Миколайовича (СПУ) — 15,15%[15].
- Вибори Президента України 2004 (третій тур): зареєстровано 176 виборців, явка 82,39%, з них за Віктора Януковича — 88,28%, за Віктора Ющенка — 6,21%[16].
- Парламентські вибори 2006: зареєстровано 171 виборця, явка 78,36%, найбільше голосів віддано за Партію регіонів — 63,43%, за Комуністичну партію України — 8,96%, за партію «Відродження» — 5,97%[17].
- Парламентські вибори 2007: зареєстровано 167 виборців, явка 67,66%, найбільше голосів віддано за Партію регіонів — 67,26%, за Комуністичну партію України — 11,50%, за Блок Юлії Тимошенко та блок «Наша Україна — Народна самооборона» — по 6,19%[18].
- Вибори Президента України 2010 (перший тур): зареєстровано 166 виборців, явка 66,27%, найбільше голосів віддано за Віктора Януковича — 71,82%, за Сергія Тігіпка — 9,09%, за Петра Симоненка — 6,36%[19].
- Вибори Президента України 2010 (другий тур): зареєстровано 168 виборців, явка 76,19%, з них за Віктора Януковича — 89,06%, за Юлію Тимошенко — 7,81%[20].
- Парламентські вибори 2012: зареєстровано 166 виборців, явка 57,23%, найбільше голосів віддано за Партію регіонів — 64,21%, за Комуністичну партія України — 14,74%, за Всеукраїнське об'єднання «Батьківщина» — 6,32%[21]. В одномандатному окрузі найбільше голосів отримав Опанащенко Михайло Володимирович (ПР) — 48,35%, за Хланя Сергія Володимировича («Україна — Вперед!») — 23,08%, за Пінаєва Олександра Вікторовича (самовисування) — 12,09%[22].
- Вибори Президента України 2014: зареєстровано 163 виборці, явка 37,42%, найбільше голосів віддано за Сергія Тігіпка — 36,07%, за Петра Порошенка — 16,39%, за Петра Симоненка — 11,48%[23].
- Парламентські вибори 2014: зареєстровано 160 виборців, явка 26,25%, найбільше голосів віддано за Партію Сергія Тігіпка «Сильна Україна» — 19,08%, за Ліберальну партію України та Всеукраїнське аграрне об'єднання «Заступ» — по 14,29%[24]. В одномандатному окрузі найбільше голосів отримав Кістечок Олександр Дмитрович (самовисування) — 33,33%, за Хланя Сергія Володимировича (БПП) — 26,19%, за Збаровського Петра Миколайовича («Сильна Україна») та зіпсованих бюлетенів — по 14,29%[25].

## Персоналії
У Сиваші народився заслужений будівельник АРК Полтавець Олексій Вікторович (*1940).